# Конкорд (Міссурі)
Конкорд (англ. Concord) — переписна місцевість (CDP) в США, в окрузі Сент-Луїс штату Міссурі. Населення — 17 668 осіб (2020).

## Географія
Конкорд розташований за координатами 38°30′42″ пн. ш. 90°21′26″ зх. д. / 38.51167° пн. ш. 90.35722° зх. д. (38.511707, -90.357328).  За даними Бюро перепису населення США в 2010 році переписна місцевість мала площу 14,20 км², уся площа — суходіл.

## Демографія
Згідно з переписом 2010 року, у переписній місцевості мешкала 16 421 особа в 7057 домогосподарствах у складі 4819 родин. Густота населення становила 1157 осіб/км².  Було 7304 помешкання (514/км²).
Расовий склад населення:
| - 96,0 % — білих - 1,7 % — азіатів - 0,6 % — чорних або афроамериканців - 0,1 % — корінних американців |

До двох чи більше рас належало 1,1 %. Частка іспаномовних становила 1,4 % від усіх жителів.
За віковим діапазоном населення розподілялося таким чином: 19,7 % — особи молодші 18 років, 56,5 % — особи у віці 18—64 років, 23,8 % — особи у віці 65 років та старші. Медіана віку мешканця становила 47,7 року. На 100 осіб жіночої статі у переписній місцевості припадало 90,1 чоловіків;  на 100 жінок у віці від 18 років та старших — 86,2 чоловіків також старших 18 років.
Середній дохід на одне домашнє господарство  становив 78 308 доларів США (медіана — 66 170), а середній дохід на одну сім'ю — 95 240 доларів (медіана — 82 559). Медіана доходів становила 58 323 долари для чоловіків та 43 537 доларів для жінок. За межею бідності перебувало 4,8 % осіб, у тому числі 4,5 % дітей у віці до 18 років та 4,1 % осіб у віці 65 років та старших.
Цивільне працевлаштоване населення становило 8135 осіб. Основні галузі зайнятості: освіта, охорона здоров'я та соціальна допомога — 28,1 %, роздрібна торгівля — 11,3 %, науковці, спеціалісти, менеджери — 10,3 %, виробництво — 10,1 %.